# Junagadh (stad)

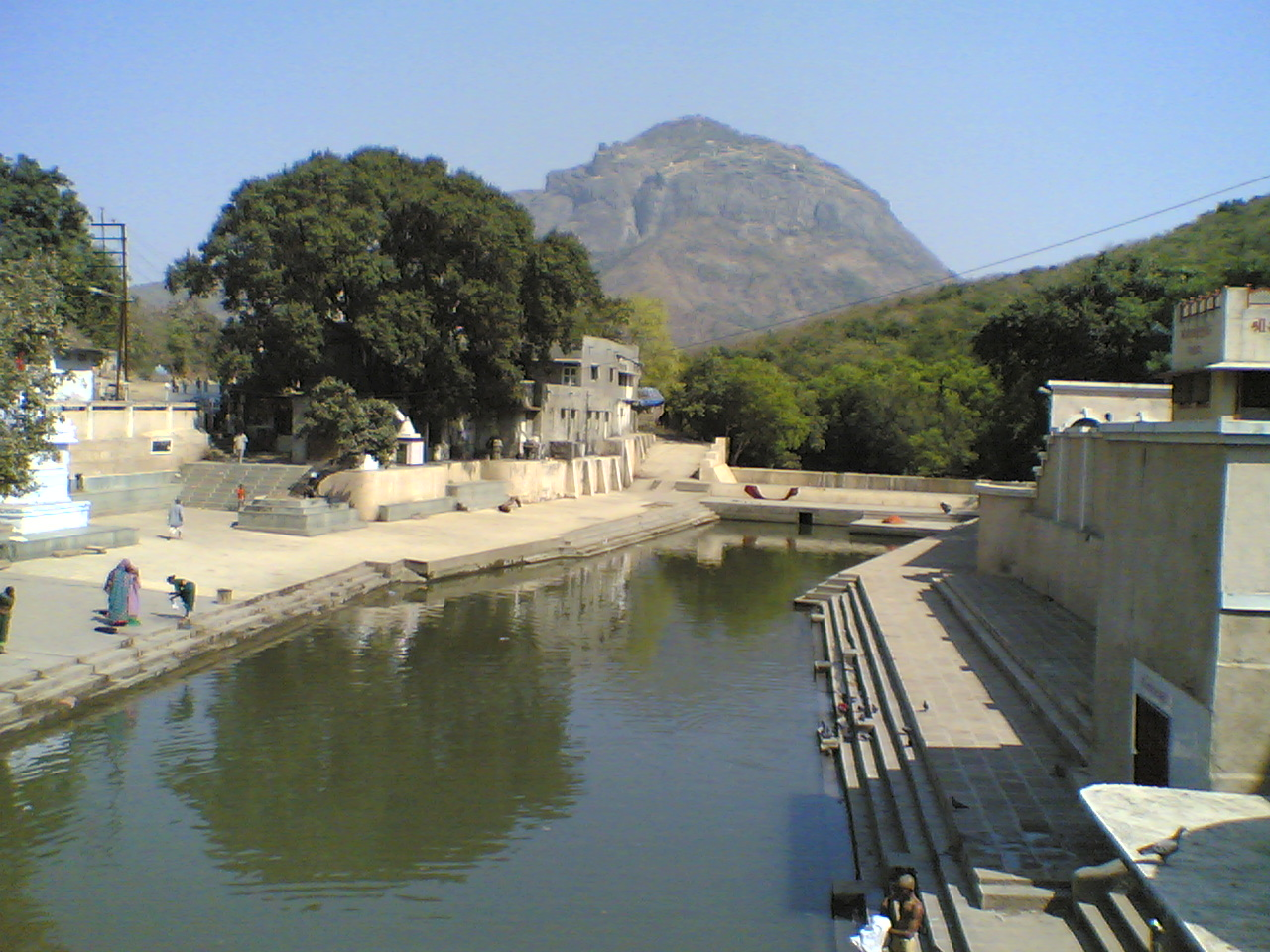
Zicht op de Girnarheuvels van Damodar Kund in Junagadh

Junagadh (Gujarati: જુનાગઢ) is een Indiase historische stad in de staat Gujarat, in het westen van India. Het ligt zo'n 300 kilometer van de grootste stad van de deelstaat, Ahmedabad, en de stad vormt zelf het bestuurlijk centrum van het gelijknamig district. De stad ligt op het Kathiawarschiereiland, ten zuiden van de dichtstbijgelegen metropool op hetzelfde schiereiland Rajkot. De stad ligt op zo'n 65 km van de Arabische Zee. Junagadh ligt aan de voet van de Girnarheuvels.
Letterlijk vertaald betekent Junagadh 'oud fort'.

## Geschiedenis
Hoewel in dit kleine vorstenland vrijwel alleen hindoes woonden, werd de staat bij de deling van Brits-Indië in 1947 toch toegevoegd aan Pakistan. Een volksraadpleging in december 1947 resulteerde echter in een 99% overwinning voor aansluiting bij India, waardoor de controversiële toetreding tot Pakistan werd geannuleerd.

## Bevolking
In 2011 telde Junagadh 320.250 inwoners, dit is een verdubbeling op tien jaar tijd. Bij de vorige volkstelling, in 2001 had Junagadh een bevolking van 168.686 mensen. Een gedeelte van deze toename is wel toe te schrijven aan een fusie met enkele aangrenzende gebieden in 2004.

## Toerisme
Er zijn veel toeristische trekpleisters in Junagadh en omgeving, waaronder:
- Sakkarbaug Zoo - Deze dierentuin is de op twee na oudste dierentuin van India en heeft een aantal zeldzame Perzische leeuwen.
- Makabara - Deze tempel ligt op een berg van 940 meter hoogte. Hij heeft een unieke bouwstijl.
- Wellington Dam - Gebouwd door de Britten in de tijd dat zij India als kolonie hadden aan de voet van de Datar-heuvel. Vanaf de dam is een betoverend landschap te bewonderen.

## Bekende inwoners van Junagadh

### Geboren
- Parveen Babi (1949-2005), actrice